# Theridion cinereum
Theridion cinereum är en spindelart som beskrevs av Tord Tamerlan Teodor Thorell 1875. Theridion cinereum ingår i släktet Theridion och familjen klotspindlar. Inga underarter finns listade i Catalogue of Life.